# Ендрю Елдріч
Ендрю Елдріч (англ. Andrew William Harvey Taylor);нар. 15 травня 1959) — фронтмен, вокаліст, автор пісень і беззмінний лідер британського рок-гурту The Sisters of Mercy. Після виходу першого альбому через творчі розбіжності з ним гурт залишив її другий батько-засновник Гарі Маркс, після чого колектив фактично перетворився на акомпануючий склад Ендрю Елдріча.
Ендрю Елдріч здобув популярність як «хрещений батько готик-року», хоча сам музикант заперечує будь-яку причетність своєї творчості до цього жанру, позиціонуючи The Sisters of Mercy як «щось середнє між хеві-металом і електронікою».
Незабаром після появи The Sisters of Mercy преса створила навколо лідера гурту образ гордовитого, эгоцентричного, але в той же час інтелігентного, харизматичного інтелектуала, чий непроникний і загадковий імідж доповнювали чорний одяг (на ранньому етапі кар'єри) і приховуючі очі сонцезахисні окуляри (упродовж усієї кар'єри).

## Біографія
Ендрю Тейлор (англ. Andrew Taylor) народився 15 травня 1959 року в невеликому місті Ілі (Кембриджшир, Англія). Він був найстаршою дитиною в сім'ї, де крім нього виховувалися брат і сестра. Батько Ендрю служив у ВПС Великої Британії, і тому ранні роки майбутнього музиканта пройшли в постійних роз'їздах: в ранньому дитинстві він провів кілька років у Сінгапурі, потім — якийсь час у Молверні (Англія), де жили його дід і баба по материнській лінії. Через багато років на запитання журналіста про те, чи вважає він своє дитинство щасливим, Ендрю відповість: 
|  | Якщо чесно, у мене не було дитинства як такого. Я не був щасливий або нещасливий. Мені пощастило, що я ріс в оточенні книг. Я багато часу проводив у бібліотеці, що я вважав абсолютно нормальним. |

У 1977 році Тейлор вступив до Оксфордського університету, щоб вивчати французьку і німецьку літературу. У той час він уже перефарбував в чорний колір своє світле волосся і тоді ж почав носити сонцезахисні окуляри, які пізніше стануть невід'ємною частиною його іміджу. В Оксфорді хлопець провчився лише один рік. За твердженням однокурсника Тейлора і майбутнього менеджера The Sisters of Mercy Бойда Стімсона, Ендрю «викинули, тому що він практично нічого не робив». За іншою, менш правдоподібною версією, Тейлор був відрахований після того, як адміністрація університету розшифрувала китайські ієрогліфи, які з'явилися на стіні університету. Як би там не було, Тейлор відмовився від вивчення французької та німецької мов і став шукати заклад, де б велося викладання китайської мови (в Оксфорді на той час його не було). Близько 1978 року Тейлор перебрався в Лідс, де знаходився один з шести університетів в Британії, в якому велося викладання китайської. Проте в житті Тейлора набувало все більшого значення нове захоплення — музика, і незабаром навчання знову відійшло на другий план, тим більше що курси китайської мови вимагали від студентів провести рік в Пекіні, що мало приваблювало майбутнього музиканта, який знову залишив навчання раніше, ніж отримав диплом.
Згідно з короткою історією The Sisters of Mercy, опублікованій в буклеті збірника Some Girls Wander by Mistake, після переїзду в Лідс Тейлор оселився в кімнаті над аптекою, де жив разом з «Клер і котом Спіггі». Через багато років (у травні 1997 року) музикант, відповідаючи на питання про те, чи живі його коти, відповів, що Спіггі вже давно помер, а «Клер все ще тримається, хоча вона не стільки кіт, скільки колишня дівчина».

### 1980-ті
У 1980 році Тейлор в одному з клубів Лідса (F-Club), де його дівчина працювала діджеєм, познайомився з гітаристом Марком Пірменом (англ. Mark Pearman), який і запропонував спільними зусиллями створити колектив. Новий гурт отримав назву The Sisters of Mercy, самі ж музиканти взяли собі сценічні псевдоніми: Марк став Гарі Марксом, А Тейлор — Ендрю Елдрічем. На першому синглі гурту «Damage Done / Watch / Home of the Hitmen» Елдріч грав на барабанах, але після придбання гуртом драм-машини (яку прозвали Доктором Аваланчем) він «за замовчуванням» став вокалістом.
З того часу Ендрю Елдріч є беззмінним лідером гурту і залишається його єдиним постійним учасником. Елдріч є основним автором музики і текстів пісень, оскільки в більшості випадків погоджувався виконувати лише свій власний матеріал. Він також є автором художнього оформлення більшої частини релізів The Sisters of Mercy.
У 1985 році музикант оселився в Гамбурзі, де час від часу жив кілька років. У подальшому він неодноразово змінював місце проживання. В інтерв'ю Дейву Лінгу в 2011 році на питання про нинішнє місце проживання він відповість: «У цьому плані я дуже рухливий. У мене є доступ до машин і будинків, але в даний момент я в Лідсі». У 1987 році, після відходу Уейна Хассі і створення ним нового колективу під назвою The Sisterhood, Ендрю, розцінивши цей крок як спробу зіграти на популярності The Sisters of Mercy, незабаром організував проект під аналогічною назвою і першим випустив студійний альбом, що тим самим унеможливило існування будь-якого іншого гурту з таким же ім'ям.

### 1990-ті
На початку 1990-х Елдріч вирішив припинити співпрацю з компанією East West, з якою був пов'язаний контрактними зобов'язаннями. «Причина, по якій ми посварилися з лейблом, — пояснював він через роки, — полягала в тому, що вони перестали експлуатувати мене професійно, а не тому що вони перестали мене експлуатувати». Оскільки за контрактом Елдріч повинен був надати ще два записи, 1997 року він записав платівку Go Figure під вивіскою SSV (повна назва — SSV-NSMABAAOTWMODAACOTIATW (англ. Screw Shareholder Value — Not So Much A Band As Another Opportunity To Waste Money On Drugs And Ammunition Courtesy Of The Idiots At Time Warner; укр. Не Стільки Гурт, Скільки Ще Одна можливість Витратити Гроші на Наркотики та Зброю за Рахунок Ідіотів з Time Warner). За твердженням самого музиканта, East West придбали пластинку, побоюючись, що можуть взагалі нічого не дочекатися від нього, і погодилися на припинення контракту, проте, на їх нещастя, «техно без барабанів» (як охарактеризував матеріал Go Figure Ендрю) було вкрай важко слухати, тому компанії не вдалося випустити платівку через її крайню нерентабельність.
З того часу музикант припинив запис студійних альбомів, і з початку 1990-х The Sisters of Mercy існує лише як концертний гурт. Разом з тим Елдріч зрідка брав участь у записі сторонніх проектів: як продюсер, які співпрацювали з його інді-лейблом Merciful Release колективів або запрошений музикант. Так, він взяв участь у створенні реміксів EBM-проекту Die Krupps і гамбурзьких Kastrierte Philosophen. У другій половині 1990-х рр. Елдріч виконав партії бек-вокалу на альбомі Fly Сари Брайтман та Rabbit Moon — Revisited гурту Tarwater.

## The Sisters of Mercy і відносини в гурті
За 20 років існування гурту 10 учасників пройшли крізь її ряди, більшість з них називали причиною свого відходу напружені відносини з Елдрічем, який нав'язував іншим учасникам своє бачення музичного курсу гурту. Втім, спочатку вокаліст не прагнув абсолютизувати свою роль в гурті. В одному з ранніх інтерв'ю на запитання про те, яка роль інших музикантів, якщо весь матеріал пише він, Елдріч відповів: «Життєво важлива … Тільки баланс всіх чотирьох [музикантів] дозволяє гурту працювати. Навіть малі рішення демократичні до безглуздості». Однак такі відносини в колективі протрималися недовго. Гітарист Уейн Хассі, який прийшов на зміну Бену Ганну, так описував творчий процес запису першого альбому:
|  | ... ні про яку демократію не могло бути й мови — ми не сиділи всі в одній кімнаті, пишучи пісні, ми передавали їх Ендрю, а він вирішував, хоче їх співати чи ні. |

Після відродження The Sisters of Mercy з Патріцією Моррісон гурт досяг значного комерційного успіху з альбомом Floodland. Однак незабаром новий склад також припинив існування. Сама Патриція до сих пір відмовляється згадувати час, проведений з Елдрічем.
|  | Хтось, кого я вважала своїм другом, попросив мене допомогти йому у важку хвилину. Я допомогла — причому в досить видовищній формі. І тільки пізніше зрозуміла, що мене використали. |

Для запису третього студійного альбому Vision Thing були запрошені нові музиканти, але диктаторські нахили Елдріча з часом змін не зазнали. Нові учасники також страждали від егоцентризму лідера гурту. Гітарист Джо Перрі так описував атмосферу в колективі.

## Голос та асоціації з готик-роком
На самому початку кар'єри The Sisters of Mercy музичні журналісти порівнювали голос Елдріча з голосом Пітера Мерфі — вокаліста Bauhaus, одного з перших гуртів, які виконували готик-рок. Сам Елдріч так коментував подібні порівняння:
|  | Проблема в тому, що в наш час дуже мало людей співають низьким голосом ... я маю на увазі, що коли я починав співати, люди говорили: «О, він звучить як Джим Моррісон», незабаром вони говорили «О, він звучить як Єн Кертіс», і тепер це Пітер Мерфі ... Так що, знаєте, в якийсь інший час люди почують когось, співаючого низьким голосом, і скажуть: "Гей, він співає як Ендрю Елдріч". Оригінальний текст (англ.) The problem is these days there're so few people that sing in a low voice that...I mean, when I started singing people said 'ooh, he sounds just like Jim Morrison' and shortly after that they said 'ooh, he sounds just like Ian Curtis' and now it's Pete Murphy... So y'know in another year's time when people hear someone singing in a low voice they'll go 'hey, he sings like Andrew Eldritch...'. |

Через багато років з його вокалом порівнювали голос одного з найбільш відомих вокалістів в жанрі готик-металу — Йохана Едлунда, вокаліста гурту Tiamat. Сам Елдріч зізнавався, що в технічному плані не вміє співати, а просто робить, що може.
Ендрю Елдріч неодноразово заявляв, що його гурт не має ніякого відношення до готик-року, хоча преса активно наділяла його статусом «хрещеного батька всіх готів». В інтерв'ю Алексі Вільямсон Елдріч визнавав:
|  | Це дійсно сумно, що народ на повному серйозі ходить одягненим в цей дурний одяг в стилі сімдесятих, тільки тому що ми носили їх протягом одного тижня в 1984 році, оскільки прийняли достатньо таблеток, щоб визнати це забавним. <...> Варто мені тільки одягнути чорні шкарпетки, і мене відразу назвуть повелителем демонів. |

В іншому інтерв'ю він все з тією ж іронією зазначав: «Якщо я одягнуся у все біле, британська преса, ймовірно, заявить, що білий — це колір смерті в японській культурі, і на цій підставі назве мене готом».
Американський музикознавець Чарльз Мюллер зазначав, що Елдріч відноситься до числа небагатьох готичних вокалістів, голос і образ яких є повністю маскулінними. Тим не менш, його вокал не створює враження грубої сили і енергійності, зате звучить похмуро і театрально — а це спільна риса практично всіх виконавців класичного готик-року.

## Інтереси і особисте життя
До створення The Sisters of Mercy Ендрю Елдріч серйозно займався вивченням мов, що дозволило йому після створення гурту вільно спілкуватися з європейськими журналістами на рідних для них мовах, а також не відчувати мовних труднощів після переїзду в Гамбург. "Я в свій час вивчав французьку, німецьку, італійську, латинську і китайську, крім того — потроху російську і голландську, — говорив музикант в одному з ранніх інтерв'ю